# نيكولاس بي كليج
نيكولاس بي كليج (بالإنجليزية: Nicholas P. Clegg)‏ هو شخصية أعمال بريطاني، ولد في 24 مايو 1936.